# 화진리 미사일 기지

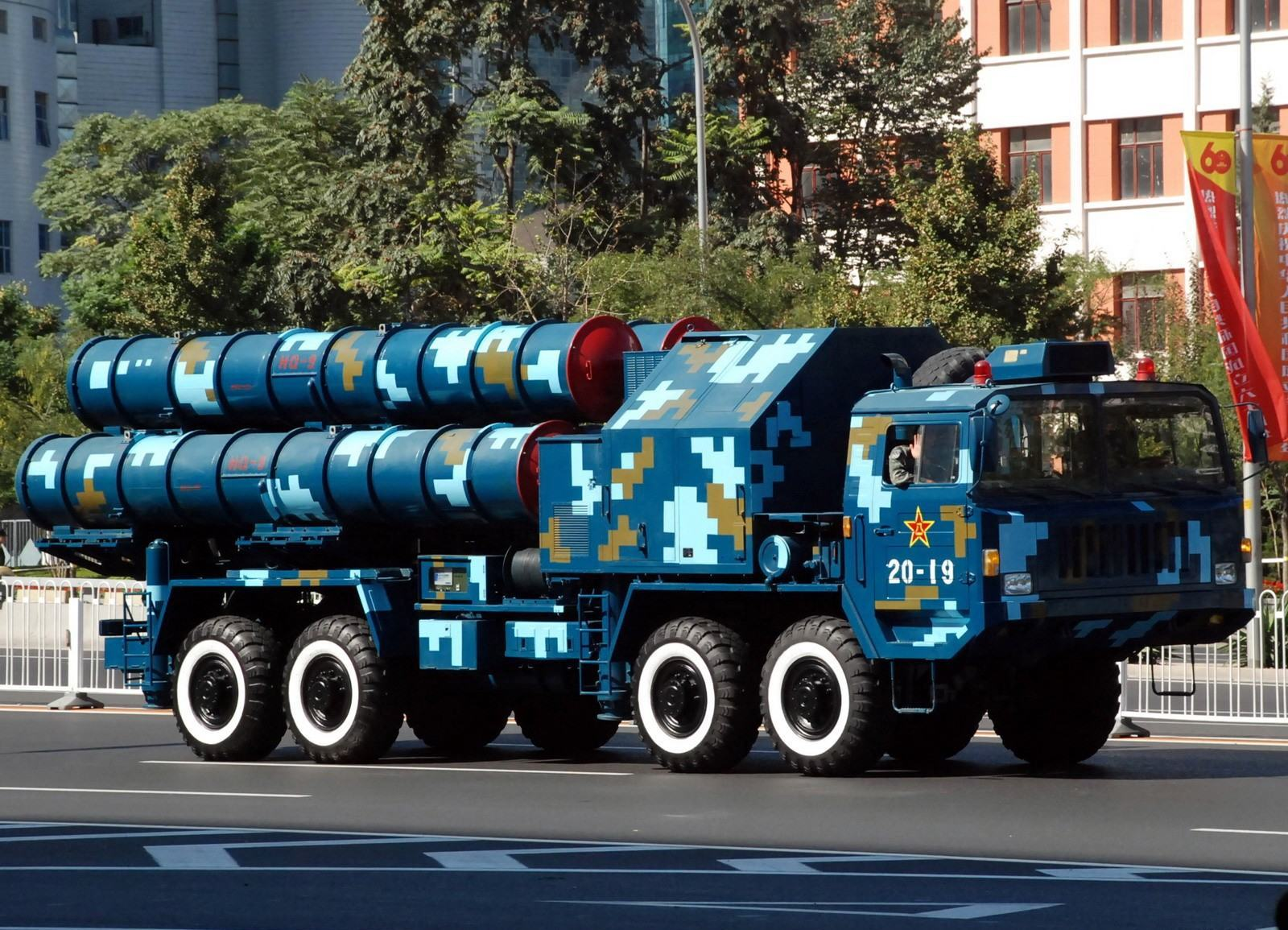
중국판 패트리어트인 HQ-9 미사일

화진리 미사일 기지는 북한의 미사일 기지이다. 평안남도 평원군 (평안남도) 화진리에 위치해 있다. 평양 북쪽이며, 서해안이다.

## 역사
1994년 5월 31일, 함남 원산 부근의 신상리 미사일 기지로부터 동해를 향해 모두 3발의 실크웜 미사일을 시험발사했다. 160 km 떨어진 표적을 향해 발사된 미사일 3발중 2발은 실패, 1발은 명중했다. 군당국은 사거리 200 km로 보고 있다. 북한은 통상 평양 북쪽의 화진리 미사일 기지에서 신미도 방향으로 미사일 시험발사를 해왔는데 동해상에서 시험발사를 한 것은 이번이 처음이다.
2015년 4월 7일, KN-06로 추정되는 지대공 미사일 2발을 평원군 화진리 일대에서 서해상으로 발사했다. 이동식 발사차량에서 발사됐으며, 100 km 이상을 날아갔다. '북한식 패트리엇 미사일'로 불리는 KN-06는 중국의 HQ-9 미사일을 모방했다. 애슈턴 카터 미국 국방부 장관의 방한(9~11일)을 앞두고 최근 무력시위중이다.

## 같이 보기
- 선덕 미사일 기지